# Kaarlela

Wappen der ehemaligen Gemeinde Kaarlela

Kaarlela [ˈkɑːrlɛlɑ] (bis 1927 Landgemeinde Kokkola (Kokkolan maalaiskunta), schwed. Karleby) ist eine ehemalige Gemeinde in der finnischen Landschaft Mittelösterbotten und heute ein Teil der Stadt Kokkola.

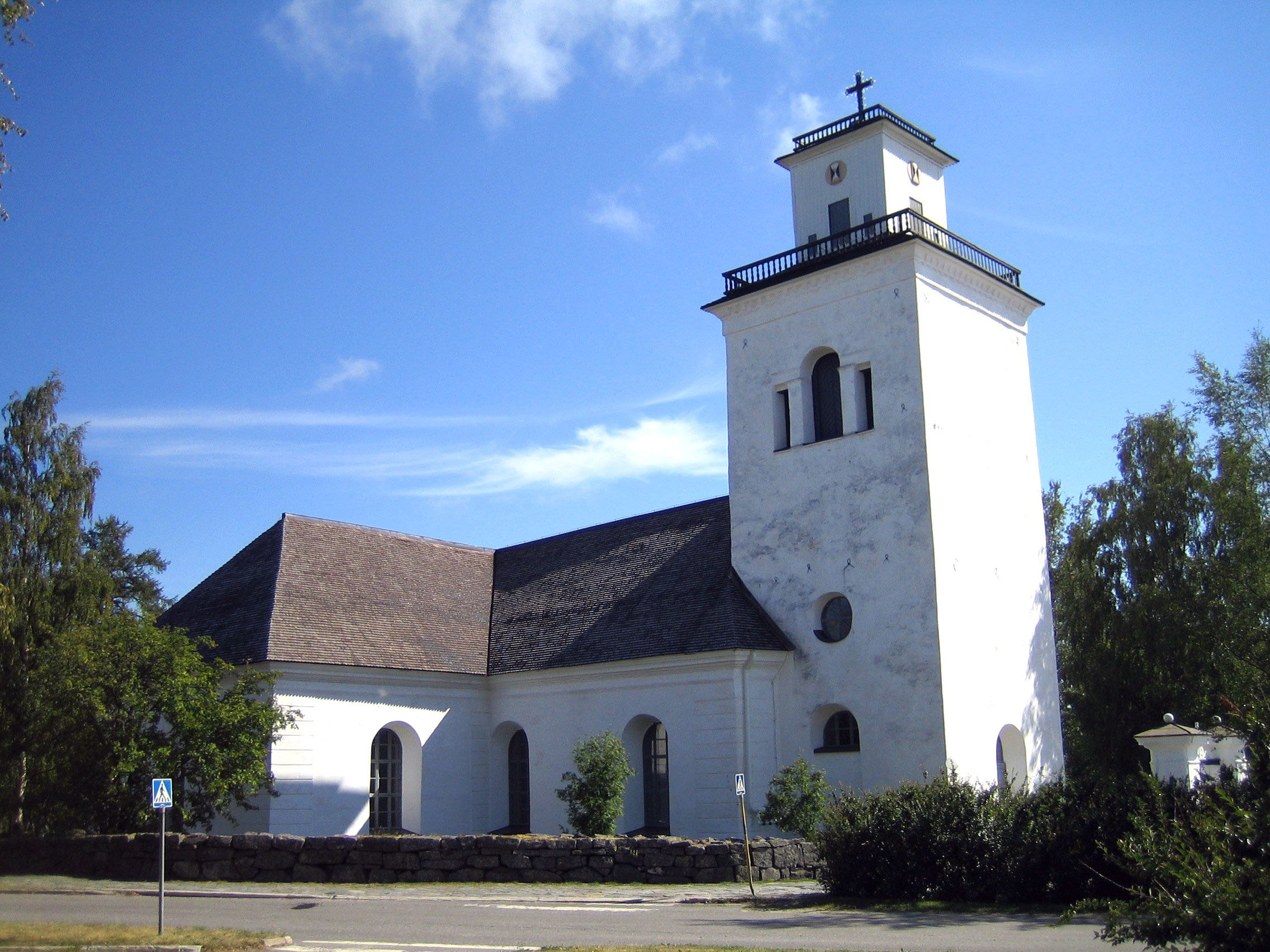
Die Kirche von Kaarlela

Die Geschichte Kaarlelas ist eng mit der Kokkolas verwoben. Kaarlela geht auf das historische Kirchspiel Kokkola (Karleby) zurück, das um 1500 aus dem Kirchspiel Pedersöre löste. 1620 wurde auf dem Gebiet des Kirchspiels die Stadt Kokkola gegründet. Auf Schwedisch erhielt diese den Namen Gamlakarleby („Alt-Karleby“, zur Unterscheidung von der im selben Jahr gegründeten Stadt Nykarleby), während das Kirchspiel weiter Karleby hieß. Auf Finnisch waren Stadt und Kirchspiel beide als Kokkola bekannt. Mit der Trennung der politischen Gemeinden von der Kirchenverwaltung entstand Ende des 19. Jahrhunderts die Landgemeinde Kokkola (Kokkolan maalaiskunta), deren Gebiet die Stadt Kokkola vollständig umschloss. 1927 erhielt die Landgemeinde Kokkola den neuen finnischen Namen Kaarlela. Das Schärengebiet vor der Küste löste sich 1932 als eigenständige Gemeinde Öja aus Kaarlela, wurde 1969 aber wieder eingemeindet. 1977 wurde Kaarlela wiederum selbst der Stadt Kokkola angeschlossen. Bei dieser Gelegenheit übernahm die Stadt Kokkola von Kaarlela den schwedischen Namen Karleby. Die Gemeinde Kaarlela hatte zuletzt eine Fläche von 335,0 Quadratkilometern und 10.126 Einwohner (1973). Im Jahr 1960 betrug der Bevölkerungsanteil der Finnlandschweden 55,5 %.
Die Kirche von Kaarlela entstand wahrscheinlich Anfang des 16. Jahrhunderts. 1786–1789 wurde sie zur Kreuzkirche erweitert.